# Kimilsungia

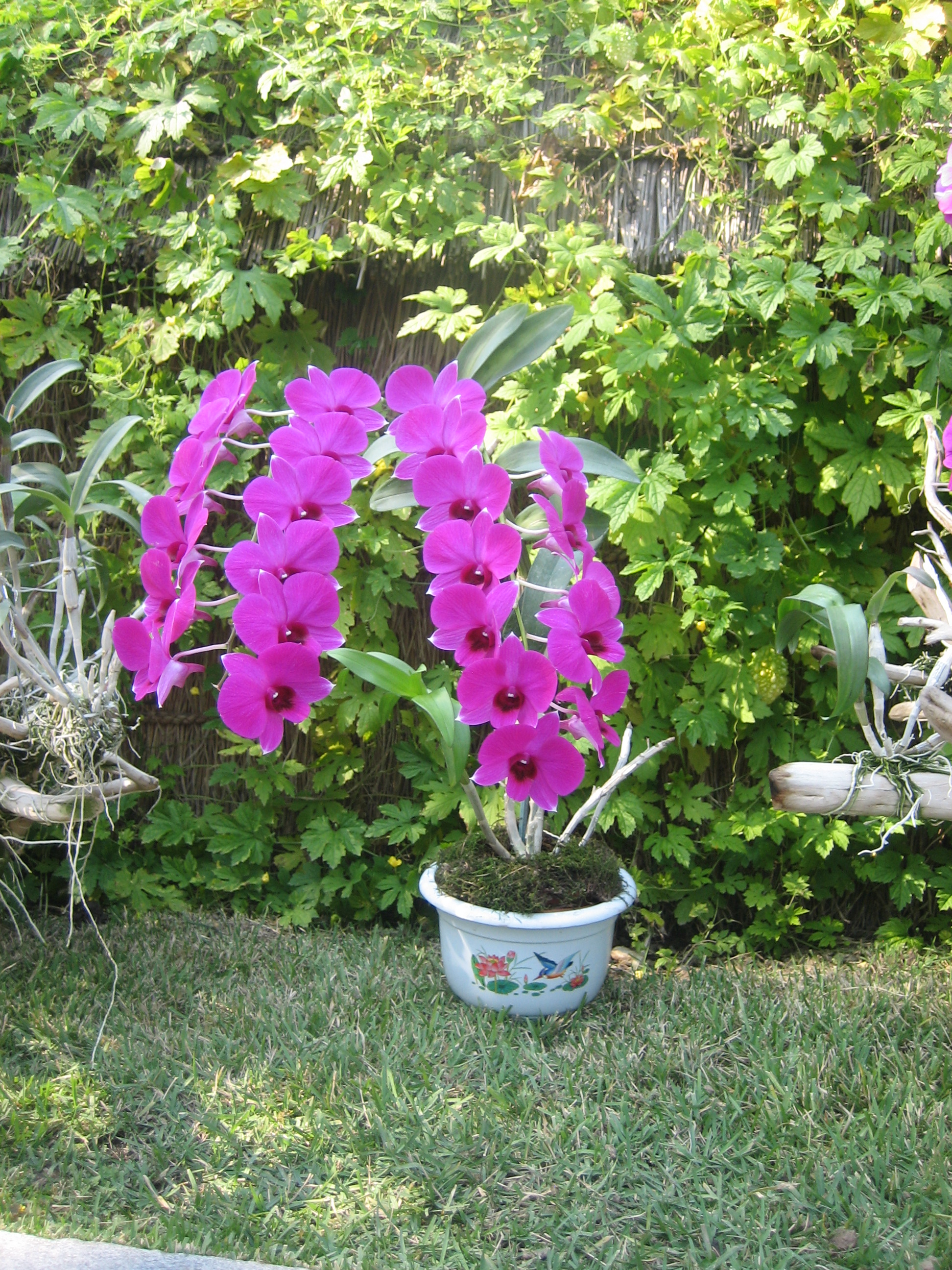

La Kimilsungia è un'orchidea ibrida del genere Dendrobium. È il clone di una pianta creata in Indonesia dalla coltivatrice di orchidee Clara L. Bundt, che nel 1964 registrò il nome grex Dendrobium Clara Bundt per tutte le orchidee derivate dallo stesso genere e utilizzando il nome della figlia. Ha una complessa origine dalle orchidee coltivate. Venne tentata la registrazione del nome grex Dendrobium Kimilsungia ma non venne ritenuto valido poiché è sinonimo della Dendrobium Clara Bundt. Essendo un nome cultivar, la corretta nomenclatura dovrebbe essere Dendrobium Clara Bundt 'Kimilsungia'.
Un altro fiore, la Kimjongilia, si chiama così in onore del figlio di Kim Il-sung, Kim Jong-il. Né la Kimilsungia né la Kimjongilia sono i fiori nazionali della Corea del Nord, dato che lo è la Magnolia sieboldii dai fiori bianchi. La Kimilsungia viola è diventata parte integrante della propaganda dedicata al leader.
In base alla Korean Central News Agency, "l'ineguagliabile personalità" di Kim Il-sung  è "pienamente riflessa nel fiore immortale" che "fiorisce ovunque in tutti e cinque i continenti".

## Origine del nome
Secondo quanto riportato sul libro nordcoreano Korea in the 20th Century: 100 Significant Events, Kim Il-sung viaggiò in Indonesia per incontrare la sua controparte, Sukarno. Kim visitò l'Orto botanico di Bogor, dove:

## Descrizione
La pianta raggiunge dai 30 a 70 centimetri (12–28 in) di altezza. Le foglie adesriscono ai nodi in modo alternato ed ogni stelo possiede 3-15 fiori. Un fiore presenta tre petali e tre calici e misura dai 6 a 8 centimetri (2,4–3,1 in). Fiorisce per 60–90 giorni. Cresce a temperature giornalierie dai  25 fino a 30 °C (77 fino a 86 °F) e dai 18 fino a 23 °C (64 fino a 73 °F) durante la notte.

## Festività annuali
L'annuale  Festival della Kimilsungia è stato organizzato sin dal 1998, e viene celebrato vicino al Giorno del Sole.  Per tradizione, le ambasciate straniere in Corea del Nord vengono presentate con un proprio bouquet alle esibizioni annuali di Pyongyang.